# Osteodes turbulenta
Osteodes turbulenta là một loài bướm đêm trong họ Geometridae.